# Richard Rankin
Richard Rankin (født Richard Harris d. 4 januar 1983) er en skotsk film-, tv- og teaterskuespiller. Han er bedst kendt fra det skotske sketchshow Burnistoun og som Roger Mackenzie Wakefield i Starz' dramaserie Outlander.

## Opvækst
Richard Rankin blev født i Glasgow, Skotland i 1983 og boede det meste af sin barndom i den vestlige del af byen. Familien flyttede til King's Park, da han var ti år, hvor han kom i skole ved Stonelaw High School. Ud af en søskendeflok af fire drenge med en far som var ved politistyrken og en mor som arbejdede i hotelbranchen, planlagde Rankin en karriere indenfor informationsteknologi.
Rankin gik oprindeligt på Glasgow Caledonian University med IT som hovedfag, men han skiftede fag efter et tilfældigt møde på Hollywood Roosevelt Hotel på en ferie i Los Angeles i 2005. En lokal filmproducer fortalte, den da 22-årige, Rankin, at han lignede en skuespiller og som han vendte tilbage fra ferien, gik han sammen med sin bror, Colin Harris, til optagelsesprøve på Langside College. De kom begge ind og dimitterede til karrierer indenfor skuespillet, men da Rankin, som på dette tidspunkt brugte sit fødenavn Harris, skulle ansøge om medlemskab i Storbritanniens skuespillerforening Equity, blev han indskrevet med hans mors fødenavn, Rankin, for at undgå forveksling med den irske skuespiller Richard Harris.

## Karriere

### Tv
Rankin begyndte sin professionelle karriere i 2006 efter at have medvirket ved siden af Robert Florence i VideoGaiden, et skotsk videogame-show som oprindeligt blev sendt på BBC Two Scotland. Mellem 2007 og 2010 medvirkede han i enkelte afsnit af de skotske tv-programmer Legit (2007) og The Old Guys (2009) for BBC og i Taggart (2010) for STV. Det skotske sketchshow Burnistoun, som havde premiere i 2009 og kørte over tre sæsoner på BBC Two Scotland, havde Rankin på rollelisten i forskellige roller.
To år senere blev Rankin castet som den elskelige kaptajn Thomas Gillan, sammen med Kevin Doyle og Oona Chaplin, i 2. verdenskrigsmini-serien The Crimson Field . Serien blev sendt på BBC One i april 2014, men kørte kun den ene sæson. Han tilsluttede sig efterfølgende castet på BBC Ones krimidramaserie Silent Witness i januar 2015, som Detective Inspector Luke Nelson i sæson ottes todelte historie, "Falling Angels". Afsnittet omhandlede en række mord i Londons undergrund, hvor efterforskningen bringer mystiske barndomsminder om hans fars mord op. Rankin fortsatte herfra med at gæsteoptræde i to afsnit af NBC's konspirations-thriller American Odyssey som virksomhedens lejemand Haney, serien blev dog afsluttet efter sæson et.
Forfatter Kay Mellor skrev i 2015 rollen Sean McGary til Rankin, lavede karakteren om fra en nord-englænder til en skotte, i tredje sæson af hendes drama The Syndicate. I serien følges en gruppe kolleger som vinder i lotteriet, hvor Rankin spiller vagtmanden for det engelske manor Hazelwood, som er på randen af fallit. Samme år medvirkede Rankin i BBC One's firdelte krimidrama From Darkness som Norrie Duncan, ægtemand til Anne-Marie Duffs tidligere Manchester-betjent Claire Church.
I december 2015 blev det meldt ud, at Rankin havde fået rollen som voksne Roger Wakefield i Starz' tidsrejsende dramaserie Outlander, som er baseret på Diana Gabaldons bedstsælgende bogserie. Rankin spiller første gang rollen i anden sæsons finale i 2016, og igen i flere afsnit i sæson tre, hvor Rankins karakter får et romantisk forhold til Brianna Randall Fraser. Han vender tilbage i fjerde sæson, som havde premiere d. 4. november 2018, med en udvidet historie og dertil fast rolle i serien. Senere i 2016 medvirker Rankin som Detective Inspector Elliott Carne i BBC's krimidrama Thirteen. Serien handler om Ivy Moxam (Jodie Comer), en ung pige der kidnappes og indespærres i 13 år, der ude i friheden forsøger at vende tilbage til det liv hun havde.
Rankin havde roller i to BBC-produktioner i 2017. Først i den dramatiske miniserie The Replacement, som fortæller historien om Ellen (Morven Christie), som kæmper med barselsorlov og de konsekvenser barslen har for hendes karriere. Rankin spiller her hendes psykiater-ægtemand i den tredelte serie. Anden rolle var i to afsnit som Father Hrothweard i BBC Two's historiske drama The Last Kingdom, som er baseret på Bernard Cornwells bogserie The Saxon Stories.
I 20. sæson af ITV's lange krimidrama Midsomer Murders, som havde premiere i USA i 2018 før det blev sendt i Storbritannien, medvirkede Rankin i sæsonens fjerde afsnit som rugby-stjernen Danny Wickham. I 2019 medvirkede Rankin i anden sæson af BBC One's drama Trust Me som neurolog Dr. Alex Kiernan. Denne anden sæson, som begyndte sin indspilning i Glasgow, Skotland i september 2018, indeholdt en helt ny rolleliste med Rankin som Alfred Enoch, Ashley Jensen og John Hannah i den medicinske thrillerserie.
I juli 2020 medvirkede Rankin i et afsnit af National Theatre of Scotland/BBC Scotland's Scenes for Survival, en række af korte teaterproduktioner som er indspillet i karantæne, som er skabt som en effekt af den verdensomspændte COVID-19. I afsnittet, The Longest Summer, medvirker Rankin som en mand der ser tilbage på sine barndomssomre og afsnittet indeholder en titelsang af Noisemaker og som er sunget af Rankin. Sangen blev senere udgivet som en single til at indsamle penge til Scenes for Survival Hardship Fund, for at hjælpe de artister, der var hårdest ramt af pandemien.

### Film
Rankins første filmrolle var i kortfilmen fra 2011, Dead Ringer, instrueret af Carter Ferguson. Skabt, skrevet og filmet i løbet af 48 timer, vandt filmen flere priser, bl.a. Best Director og Best Actor for Rankin, ved Glasgow 48 Hour Film Project. Han fortsatte efterfølgende med at medvirke i den ultra low-budget horrorfilm, House of Him, som havde premiere på Glasgow Film Festival i februar 2014. Filmen havde et budget på ca. £900 (ca 7700 kr) og mange af hans Burnistoun-kolleger, bl.a Kirsty Strain og Louise Stewart medvirkede. Året efter blev Rankin castet til John Wells film Burnt, sammen med Bradley Cooper. Rankin vendte i 2016 tilbage til kortfilm, da han spillede Vance i Chloë Wicks' The Wyrd, som fortæller historien om et ungt par i det syvende århundredes hedenske England under kristendommens indtog. Det blev i 2021 annonceret, at Rankin ville medvirke i kortfilmen Hello, Muscles, sammen med Game of Thrones-veteranen Kate Dickie, som del af en kampagne der skulle skabe opmærksomhed til unge plejere.

### Teater
I 2008, mens han stadig gik i skole på Langside College, spillede Rankin Bothwell i Liz Lochheads opsætning Mary Queen of Scots Got Her Head Chopped Off på Citizen's Theatre i Glasgow, Skotland. Året efter blev han castet, overfor sin bror Colin Harris, i den mørke komedie The Pillowman fra XLC Productions. Produktionen, som oprindeligt spillede i marts 2019, blev inviteret tilbage til Citizen's Theatre i september for at spille endnu en måned. I 2010 spillede Rankin Donny i Martin McDonaghs irske paramilitære stykke The Lieutenant of Inishmore, før han spillede med i National Theatre of Scotlands opsætning af Gregory Burkes militærstykke Black Watch. Stykket fokuserede på medlemmer af Scotland's senior infantry regiments oplevelser under krigen i Irak og det var den første opsætning fra National Theatre of Scotland til at turnere internationalt, bl.a. til Belfast, New York City, Washington D.C. og San Francisco.
Over de næste to år medvirkede Rankin ved Traverse Theatre, først i David Harrowers stykke Good With People, som blev spillet på Edinburgh Fringe Festival (2012), og derefter i den irske dramatiker David Irelands komedie Most Favoured (2013). I 2014 fik han hovedrollen i Kieran Hurleys stykke Bruises, som del af Royal Court Theatres Unusual Unions serie, som den ene af to brødre med diametralt modsatte synspunkter som mødes efter lang tid.

### Radio
I det tidlige 2019 medvirkede Rankin som Jack i BBC Radio Scotlands firedelte komedie Saddled, som omhandler medlemmerne af The Easy Rider Cycling Clubs eventyr.

### Podcast
Production Company The Big Light announced, in June 2021, a collaboration with musical theatre partnership Noisemaker for an eight part musical podcast titled "Atlantic: A Scottish Tale Arkiveret 10. juli 2021 hos  Wayback Machine". The series will focus on St. Kilda, a remote Scottish island, and its final settlers, with Rankin featuring as Sloane Sinclaire.

## Filmografi

### Tv
| År        | Titel               | Karakter                    | Produktion       | Noter                                  |
| --------- | ------------------- | --------------------------- | ---------------- | -------------------------------------- |
| 2006      | VideoGaiden         | Forskellige roller          | BBC              | 2 afsnit                               |
| 2007      | Legit               | Nelson                      | BBC One Scotland | Afsnit: "Danny, Champion of the World" |
| 2009      | The Old Guys        | Gom                         | BBC              | Afsnit: "Marriage"                     |
| 2010      | Taggart             | Ged McShane                 | STV              | Afsnit: "I.O.U"                        |
| 2009-2012 | Burnistoun          | Forskellige roller          | BBC Two Scotland | Fast rolle, 19 afsnit                  |
| 2014      | The Crimson Field   | Kaptajn Thomas Gillan       | BBC One          | Fast rolle, 6 afsnit                   |
| 2015      | Silent Witness      | D.I. Luke Nelson            | BBC One          | Afsnit: "Falling Angels" (2 dele)      |
| 2015      | American Odyssey    | Haney                       | NBC              | 2 afsnit                               |
| 2015      | The Syndicate       | Sean McGary                 | BBC One          | 6 afsnit                               |
| 2015      | From Darkness       | Norrie Duncan               | BBC One          | Fast rolle, 4 afsnit                   |
| 2016      | Thirteen            | D.I. Elliott Carne          | BBC Three        | Fast rolle, 5 afsnit                   |
| 2016–nu   | Outlander           | Roger Wakefield (MacKenzie) | Starz            | Fast rolle, 26 afsnit                  |
| 2017      | The Replacement     | Ian Rooney                  | BBC              | Miniserie                              |
| 2017      | The Last Kingdom    | Fader Hrothweard            | BBC Two          | 2 afsnit                               |
| 2018      | Midsomer Murders    | Danny Wickham               | ITV              | Afsnit: "The Lions of Causton"         |
| 2019      | Trust Me            | Dr. Alex Kiernan            | BBC One          | 4 afsnit                               |
| 2020      | Scenes For Survival | Mand                        | BBC Scotland     | Afsnit: "The Longest Summer"           |

### Film
| År   | Titel            | Karakter     | Noter                          |
| ---- | ---------------- | ------------ | ------------------------------ |
| 2011 | Dead Ringer      | Richie       | Kortfilm/Independent           |
| 2014 | The House of Him | Ham          |                                |
| 2015 | Burnt            | Reece Waiter |                                |
| 2016 | The Wyrd         | Vance        | Vist ved Norwich Film Festival |
| 2021 | Hello, Muscles   |              | Kortfilm                       |

### Teater
| År         | Titel                                        | Rolle    | Instruktør                       | Teater                       |
| ---------- | -------------------------------------------- | -------- | -------------------------------- | ---------------------------- |
| 2008       | Mary Queen of Scots Got Her Head Chopped Off | Bothwell | David Lee Michael                | Citizens Theatre             |
| 2009       | The Pillowman                                | Tupolski | David Lee-Michael                | Citizens Theatre             |
| 2010       | The Lieutenant of Inishmore                  | Donny    | David Lee-Michael & David Winter | Citizens Theatre             |
| 2010- 2013 | Black Watch                                  | Granty   | John Tiffany                     | National Theatre of Scotland |
| 2012       | Good With People                             | Evan     | George Perrin                    | Traverse Theatre             |
| 2013       | Most Favoured                                | Mike     | Hamish Pirie                     | Traverse Theatre             |
| 2014       | Unusual Unions: Bruises                      | Freddie  | Caroline Steinbeis               | Royal Court Theatre          |

### Radio
| År   | Titel   | Karakter | Produktion         | Instruktør             |
| ---- | ------- | -------- | ------------------ | ---------------------- |
| 2019 | Saddled | Jack     | BBC Radio Scotland | Gus Beattie (Producer) |

### Podcast
| År   | Titel                     | Karakter         | Produktion                | Instruktør    |
| ---- | ------------------------- | ---------------- | ------------------------- | ------------- |
| 2021 | Atlantic: A Scottish Tale | Sloane Sinclaire | The Big Light, Noisemaker | Scott Gilmour |